# Ley de Autonomía de Hong Kong

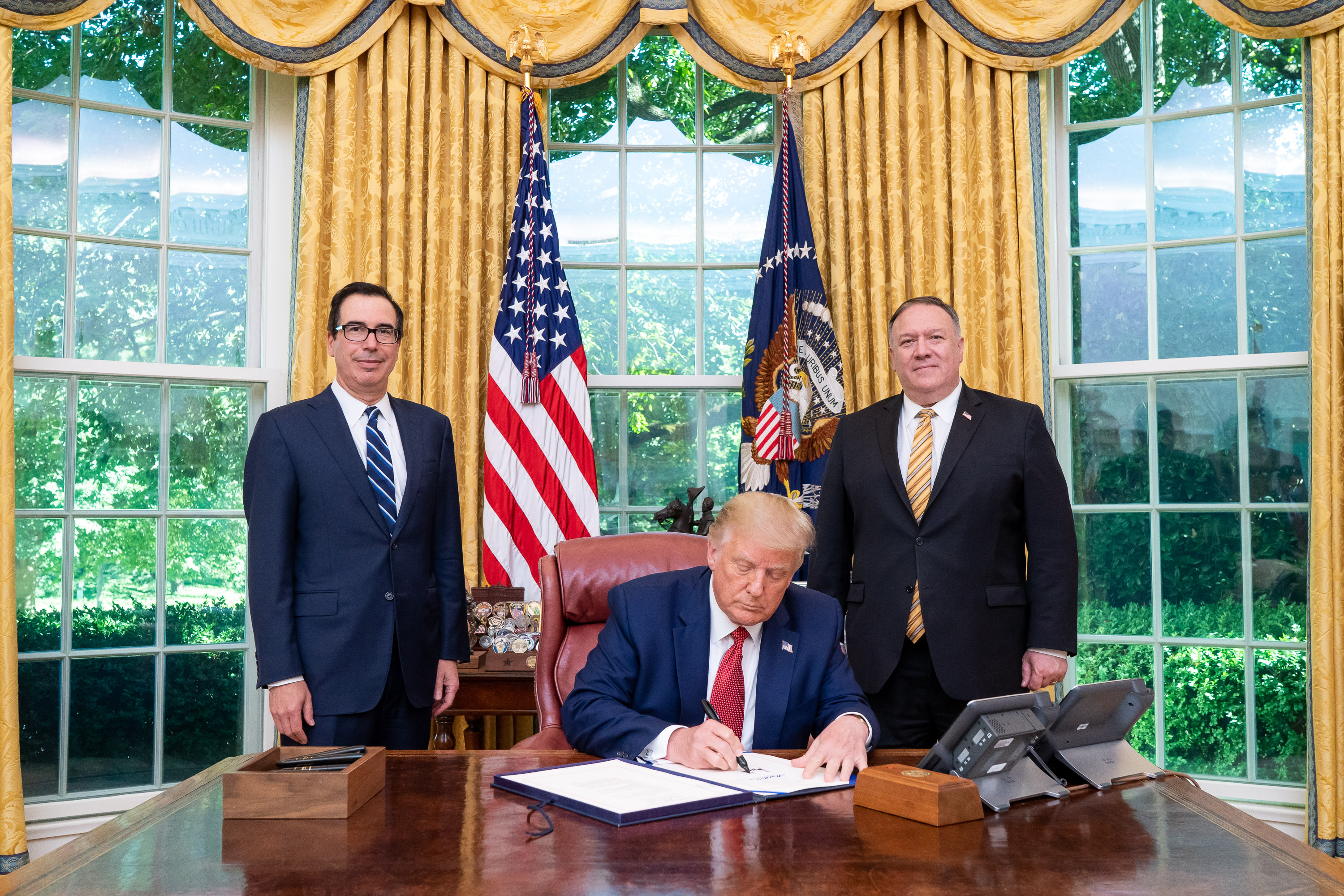
El Presidente Trump firma la nueva ley

La Ley de autonomía de Hong Kong es una ley federal aprobada por el Congreso de los Estados Unidos tras la promulgación en junio de 2020 por el Comité Permanente del Congreso Nacional Popular de China de la ley de seguridad nacional de Hong Kong.
La Ley fue firmada por el presidente de los Estados Unidos Donald Trump el 14 de julio de 2020, e impone sanciones a los funcionarios y entidades de Hong Kong, así como de la China continental, que se considera que ayudan a violar la autonomía de Hong Kong, y castiga a las instituciones financieras que hacen negocios con ellos.
Al mismo tiempo, Trump también firmó la Orden Ejecutiva 13936 para «responsabilizar a China por sus acciones agresivas contra el pueblo de Hong Kong», revocando el estatus especial de Hong Kong bajo la premisa de que: «No habrá privilegios especiales [para Hong Kong], ni trato económico especial ni exportación de tecnologías sensibles». También bloqueó todo trato de propiedad estadounidense por parte de cualquiera que se determine que es responsable o cómplice de «acciones o políticas que socavan los procesos o instituciones democráticas de Hong Kong», y ordena a los funcionarios que «revoquen las excepciones de licencia para las exportaciones a Hong Kong», e incluye la revocación del trato especial para los titulares de pasaportes de Hong Kong. Citando la Ley, el 11 de agosto de 2020, la aduana de los Estados Unidos anunció que después del 25 de septiembre los bienes importados a los Estados Unidos no podrán usar la etiqueta "Hecho en Hong Kong" y tendrán que ser etiquetados como "Hecho en China".

## Contexto

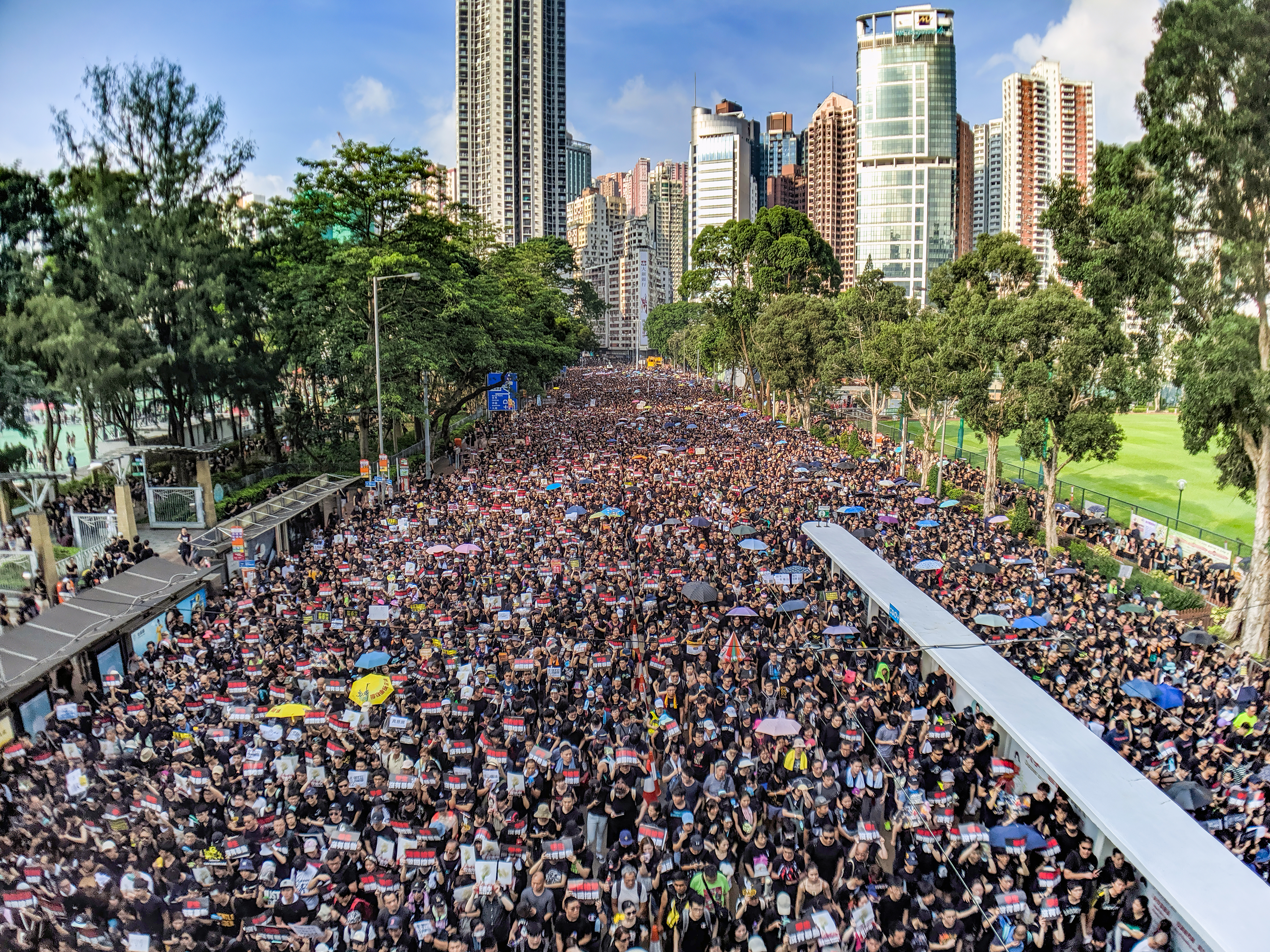
Protestas contra la Ley de Extradición en 2019

En febrero de 2019, el Gobierno de Hong Kong propuso una nueva Ley de Extradición que permitiría que los ciudadanos de esta región autónoma pudieran ser extraditados a lugares como Taiwán, Macao o la China continental. Temiendo que esto terminase con el régimen especial de libertades y autonomías de los que había gozado la isla, millones de ciudadanos salieron a la calle en multitudinarias protestas, las mayores desde la transmisión de soberanía británica a china, lo que motivó a la Jefa Ejecutiva Carrie Lam a suspender indefinidamente la ley. Los manifestantes no aceptaron esto, y mantuviernon sus 5 demandas: la retirada permanente del proyecto de ley, la dimisión de Carrie Lam, una investigación sobre la brutalidad policial, que detenidos sean liberados, y mayores libertades democráticas.
Viendo que las protestas, que el Gobierno Chino consideraba sedicionistas y violentas, no cesaban, el Comité Permanente del Congreso Nacional Popular de China movió ficha el 21 de mayo de 2020, indicando que usarían un artículo de la Ley Básica para introducir ellos mismos una ley de Seguridad Nacional sin buscar el consentimiento del pueblo hongkonés, y que repetía y aumentaba muchos de los poderes conferidos en la retractada Ley de Extradición inicial.
Los países occidentales, que consideraban las protestas de Hong Kong mayormente pacíficas, denunciaron esta maniobra legal como el fin del régimen de libertades de Hong Kong, y Estados Unidos, un país tradicionalmente cercano a este territorio, comenzó a redactar este proyecto con la intención de evitar graves abusos por parte del Gobierno Chino.

## Aprobación
El proyecto de ley fue patrocinado por el senador demócrata Chris Van Hollen y el senador republicano Pat Toomey. Fue aprobado por los legisladores de ambas cámaras por consentimiento unánime, haciendo que cualquier invalidando cualquier posible veto, ya que existía una mayoría superior a 2/3 de las cámaras.

## Respuesta de China
Al día siguiente de la firma, China prometió represalias si EE. UU. aplicaba la ley. El Ministerio de Asuntos Exteriores chino se refirió a la ley como «un error», dijo que equivalía a una «grave interferencia en los asuntos internos de China» y que los EE. UU. estaba violando el derecho internacional y las normas básicas de las relaciones internacionales.